# Oxalis cuneata
Oxalis cuneata är en harsyreväxtart som beskrevs av Nikolaus Joseph von Jacquin. Oxalis cuneata ingår i släktet oxalisar, och familjen harsyreväxter. Inga underarter finns listade i Catalogue of Life.